# Den store Rupert
Den store Rupert är en amerikansk romantisk komedifilm från 1950 i regi av Irving Pichel. I huvudrollerna ses Jimmy Durante, Terry Moore och Tom Drake. 

## Handling
En unik ekorre vid namn Rupert hjälper oavsiktligt två dysfunktionella familjer under julen.

## Rollista i urval
- Jimmy Durante - Mr. Louie Amendola
- Terry Moore - Rosalinda Amendola
- Tom Drake - Peter 'Pete' Dingle
- Frank Orth - Mr. Frank Dingle
- Sara Haden - Mrs. Katie Dingle
- Queenie Smith - Mrs. Amendola
- Chick Chandler - Phil Davis
- Jimmy Conlin - Joe Mahoney
- Rupert, en animerad ekorre
- Hugh Sanders - Mulligan
- Don Beddoe - Mr. Haggerty
- Candy Candido - Molineri, florist
- Clancy Cooper - Police Lt. Saunders
- Harold Goodwin - Callahan, F.B.I. man
- Frank Cady - Mr. Taney, skatteutredare

## Musik i filmen i urval
- "Melody For Two Orphan Instruments", skriven av Fred Spielman, Buddy Kaye & Eden Ahbez, instrumental
- "(Isn't it a shame that) Christmas comes but once a year", skriven av Jimmy Durante & Harry Crane, framförd av Jimmy Durante
- "Jingle Bells", skriven av James Pierpont, framförd av Jimmy Durante
- "Take an L", skriven av Jimmy Durante, framförd av Jimmy Durante